# Thrixspermum fimbriatum
Thrixspermum fimbriatum là một loài thực vật có hoa trong họ Lan. Loài này được (Ridl.) J.J.Wood miêu tả khoa học đầu tiên năm 1994.